# Tierras Blancas del Sur
Tierras Blancas del Sur är en ort i Mexiko, tillhörande kommunen Tepotzotlán i delstaten Mexiko. Tierra Blancas del Sur ligger i den centrala delen av landet och tillhör Mexico Citys storstadsområde. Orten hade 473 invånare vid folkräkningen 2010.